# Riachão do Poço
Riachão do Poço è un comune del Brasile nello Stato del Paraíba, parte della mesoregione della Zona da Mata Paraibana e della microregione di Sapé.